# Аэромеханика
Аэромеха́ника — наука, раздел механики, изучающий равновесие и движение газообразных сред и силовое взаимодействие этих сред с погружёнными в них твёрдыми телами.
Аэромеханика подразделяется на аэродинамику и аэростатику.
Особую важность имеет раздел аэромеханики, известный как механика полёта и изучающий аэродинамику летательных аппаратов. В частности, в его рамках разрабатываются экспериментальные и теоретические методы расчёта аэродинамических сил и моментов, действующих на летательный аппарат.